# Jurriaan
De voornaam Jurriaan is vermoedelijk afkomstig van de Germaanse stam voor "aarde" (vergelijk het Noorse jord). Het kan ook zijn dat de naam verwant is aan het Griekse woord γεωργός (geōrgós), wat "boer" of "akkerman" betekent. Γῆ (gê) betekent "land" en ἐργάζομαι (ergázomai) "werken". Er bestaan verschillende synoniemen voor de naam Jurriaan.

## Varianten
- Georg (Duits)
- George
- Georgea
- Georgenus
- Georges (Frans)
- Georgette (Frans)
- Georgia (Duits)
- Georgina
- Georgios (Grieks)
- Georgius (Latijn)
- Gina
- Giorgio (Italiaans)
- Gjergji (Albanees)
- Göran (Scandinavisch)
- Jerzy (Pools)
- Joeri (Russisch)
- Joran
- Jordi (Catalaans)
- Jorge (Spaans)
- Jorgen (Scandinavisch)
- Joris
- Jorris
- Jurgen/Jürgen
- Juriaan
- Jurian
- Jurjen (Fries)
- Jurjan
- Jurre
- Jurrian
- Jurriana
- Jurrien
- Sjors
- Sjorrie

## Heilig persoon
Op 23 april is er een feestdag ter ere van de Heilige George/Joris, een martelaar uit de 4e eeuw, tevens patroon van de kruisvaarders en schutspatroon van Engeland.
- Jurriaan
- Jurriaan Andriessen
- Jurriaan Andriessen (beeldend kunstenaar)
- Jurriaan Andriessen (componist)
- Jurriaan Andriessen (kunstenaar)
- Jurriaan Antonie Jurriaanse
- Jurriaan Engelbert Stork
- Jurriaan Francois de Frederici
- Jurriaan Francois de Friderici
- Jurriaan François de Frederici
- Jurriaan François de Friderici
- Jurriaan Jacob van Cleeff
- Jurriaan Lobbezoo
- Jurriaan Pool
- Jurriaan Schrofer
- Jurriaan Stork
- Jurriaan Wouters
- Jurriaan van Cleeff
- Jurriaan van Eerten
- Jurriaan van Hall
- Jurriaen Aernoutsz
- Jurriaen Andriessen
- Jurriaen Andriessen (1742-1819)
- Jurriaen Ovens
- Jurriaen Pool
- Jurrian
- Jurrian Stroink
- Jurrian Stroink Rutgersz
- Jurrian van Dongen
- Jurrian van der Vaart